# 国家安全生产监督管理总局
国家安全生产监督管理总局（官方英文译名：State Administration of Work Safety，简称国家安监总局或安监总局），是已撤销的中华人民共和国国务院直属机构，主要负责安全生产、煤炭矿业安全工作的监察等工作。

## 沿革
1999年，经国务院批准成立国家煤矿安全监察局，由中华人民共和国国家经济贸易委员会实行部门管理。
2001年，经国务院批准组建国家安全生产监督管理局，与国家煤矿安全监察局一个机构两块牌子，由国家经贸委实行部门管理。
2003年，国家安全生产监督管理局（国家煤矿安全监察局）从国家经贸委独立出来，成为国务院直属的国家局（副部级）。
2005年，升格为国家安全生产监督管理总局，为国务院直属机构（正部级），同时国家煤矿安全监察局成为由国家安全生产监督管理总局实行部门管理的国家局（副部级）。
2018年3月17日第十三届全国人民代表大会第一次会议通过《第十三届全国人民代表大会第一次会议
关于国务院机构改革方案的决定》，批准《国务院机构改革方案》。方案规定：“组建应急管理部。将国家安全生产监督管理总局的职责，国务院办公厅的应急管理职责，公安部的消防管理职责，民政部的救灾职责，国土资源部的地质灾害防治、水利部的水旱灾害防治、农业部的草原防火、国家林业局的森林防火相关职责，中国地震局的震灾应急救援职责以及国家防汛抗旱总指挥部、国家减灾委员会、国务院抗震救灾指挥部、国家森林防火指挥部的职责整合，组建应急管理部，作为国务院组成部门。中国地震局、国家煤矿安全监察局由应急管理部管理。公安消防部队、武警森林部队转制后，与安全生产等应急救援队伍一并作为综合性常备应急骨干力量，由应急管理部管理。不再保留国家安全生产监督管理总局。”

## 职责
2008年7月11日《国务院办公厅关于印发国家安全生产监督管理总局主要职责内设机构和人员编制规定的通知》（国办发〔2008〕91号）规定，“根据《国务院关于机构设置的通知》（国发〔2008〕）11号），设立国家安全生产监督管理总局（正部级），为国务院直属机构。
职责调整
1. 取消已由国务院公布取消的行政审批事项。
2. 加强对全国安全生产工作综合监督管理和指导协调职责。
3. 加强对有关部门和地方政府安全生产工作监督检查职责。

主要职责
1. 组织起草安全生产综合性法律法规草案，拟订安全生产政策和规划，指导协调全国安全生产工作，分析和预测全国安全生产形势，发布全国安全生产信息，协调解决安全生产中的重大问题。
2. 承担国家安全生产综合监督管理责任，依法行使综合监督管理职权，指导协调、监督检查国务院有关部门和各省、自治区、直辖市人民政府安全生产工作，监督考核并通报安全生产控制指标执行情况，监督事故查处和责任追究落实情况。
3. 承担工矿商贸行业安全生产监督管理责任，按照分级、属地原则，依法监督检查工矿商贸生产经营单位贯彻执行安全生产法律法规情况及其安全生产条件和有关设备（特种设备除外）、材料、劳动防护用品的安全生产管理工作，负责监督管理中央管理的工矿商贸企业安全生产工作。
4. 承担中央管理的非煤矿矿山企业和危险化学品、烟花爆竹生产企业安全生产准入管理责任，依法组织并指导监督实施安全生产准入制度；负责危险化学品安全监督管理综合工作和烟花爆竹安全生产监督管理工作。
5. 承担工矿商贸作业场所（煤矿作业场所除外）职业卫生监督检查责任，负责职业卫生安全许可证的颁发管理工作，组织查处职业危害事故和违法违规行为。
6. 制定和发布工矿商贸行业安全生产规章、标准和规程并组织实施，监督检查重大危险源监控和重大事故隐患排查治理工作，依法查处不具备安全生产条件的工矿商贸生产经营单位。
7. 负责组织国务院安全生产大检查和专项督查，根据国务院授权，依法组织特别重大事故调查处理和办理结案工作，监督事故查处和责任追究落实情况。
8. 负责组织指挥和协调安全生产应急救援工作，综合管理全国生产安全伤亡事故和安全生产行政执法统计分析工作。
9. 负责综合监督管理煤矿安全监察工作，拟订煤炭行业管理中涉及安全生产的重大政策，按规定制定煤炭行业规范和标准，指导煤炭企业安全标准化、相关科技发展和煤矿整顿关闭工作，对重大煤炭建设项目提出意见，会同有关部门审核煤矿安全技术改造和瓦斯综合治理与利用项目。
10. 负责监督检查职责范围内新建、改建、扩建工程项目的安全设施与主体工程同时设计、同时施工、同时投产使用情况。
11. 组织指导并监督特种作业人员（煤矿特种作业人员、特种设备作业人员除外）的考核工作和工矿商贸生产经营单位主要负责人、安全生产管理人员的安全资格（煤矿矿长安全资格除外）考核工作，监督检查工矿商贸生产经营单位安全生产和职业安全培训工作。
12. 指导协调全国安全生产检测检验工作，监督管理安全生产社会中介机构和安全评价工作，监督和指导注册安全工程师执业资格考试和注册管理工作。
13. 指导协调和监督全国安全生产行政执法工作。
14. 组织拟订安全生产科技规划，指导协调安全生产重大科学技术研究和推广工作。
15. 组织开展安全生产方面的国际交流与合作。
16. 承担国务院安全生产委员会的具体工作。
17. 承办国务院交办的其他事项[4]。

## 机构设置
总局管理的国家局
- 国家煤矿安全监察局

总局管理的事业单位
- 国家安全生产应急救援指挥中心

总局内设机构
- 办公厅（国际合作司、财务司）：拟订机关的各项工作规则和制度；负责文电、信息、保密、档案、信访等工作；承担体制改革、机构编制管理相关工作；承担机关和所属行政事业单位财务、经费、国有资产管理和审计工作；组织开展安全生产国际交流与合作，承担有关外事管理工作；承担国务院安全生产委员会办公室的综合协调工作。
- 政策法规司：组织起草安全生产法律法规草案；组织拟订工矿商贸行业及有关综合性安全生产规章、规程和工矿商贸安全生产标准；拟订安全生产重大政策；发布全国安全生产信息；承担安全生产执法监督、行政复议和行政应诉工作；组织指导安全生产新闻宣传工作；负责机关有关规范性文件的合法性审核工作。
- 规划科技司：组织拟订安全生产规划和科技规划；指导协调安全生产重大科学技术研究和推广工作；承担安全生产信息化建设工作；承担规定权限内固定资产投资项目管理有关工作；承担安全生产社会中介机构、安全评价、劳动防护用品和安全标志的监督管理工作；承担综合协调建设工程和技术改造项目安全设施同时设计、同时施工、同时投产使用有关工作；承担国家安全生产专家组有关工作。
- 安全生产应急救援办公室（统计司、调度中心）：研究起草安全生产事故统计规章和标准；承担全国安全生产控制指标体系和安全生产统计、举报倍息统计、职业卫生统计、行政执法统计、隐患排查治理统计、打非治违统计、事故调査处理情况、为煤矿监察服务的统计体系建设工作；承担安全生产统计工作综合管理，指导、协调和监督有关部门安全生产统计工作；研究提出全国安全生产控制考核指标，监督考核安全生产控制考核指标实施情况：承担安全生产事故统计认定工作；承担社会管理综合治理考评安全生产考核、文明城市评选安全生产测评等相关工作；承担事故快报、举报倍息、安全生产事故、职业卫生、安全生产行政执法（隐患排査治理、打非治违）、串故调查处理情况统计工作，分析预测全国安全生产形势：为煤矿监察服务的统计工作。
- 安全监督管理一司（海洋石油作业安全办公室）：依法监督检査非煤矿矿山（含地质勘探）、石油（炼化、成品油管道除外）行业生产经营单位贯彻执行安全生产法律法规情况及其安全生产条件、设备设施安全情况；组织相关大型建设项目安全设施的设计审查和竣工验收；承担非煤矿矿山企业安全生产准入管理工作；指导监督相关安全标准化和不具备安全生产条件的非煤矿矿井关闭工作；承担海上石油安全生产综合监督管理工作；参与相关行业特别重大事故调查处理和应急救援工作。
- 安全监督管理二司：按照规定，指导、协调和监督有专门安全生产主管部门的行业和领域安全监督管理工作；参与相关行业和领域特别重大事故的调查处理和应急救援工作；指导、协调相关部门安全生产专项督查和专项整治工作。
- 安全监督管理三司：依法监督检查化工（含石油化工）、医药、危险化学品和烟花爆竹生产经营单位安全生产情况，承担相关安全生产和危险化学品经营准入管理工作，组织查处不具备安全生产条件的生产经营单位；承担危险化学品安全监督管理综合工作；组织指导危险化学品名录编制和国内危险化学品登记；指导非药品类易制毒化学品生产、经营监督管理工作；指导和监督有关安全标准化工作；参与相关行业特别重大事故的调査处理和应急救援工作。
- 安全监督管理四司：依法监督检查冶金、有色、建材、机械、轻工、纺织、烟草、商贸等行业生产经营单位贯彻执行安全生产法律法规情况及其安全生产条件、设备设施安全情况；组织相关大型建设项目安全设施的设计审查和竣工验收；参与相关行业特别重大事故的调查处理和应急救援工作。
- 职业安全健康监督管理司：依法监督检查工矿商贸作业场所（煤矿作业场所除外）职业卫生情况；按照职责分工，拟订作业场所职业卫生有关执法规章和标准；组织查处职业危害事故和违法违规行为；承担职业卫生安全许可证的颁发管理工作；组织指导并监督检查有关职业安全培训工作；组织指导职业危害申报工作；参与职业危害事故应急救援工作。
- 人事司（宣传教育办公室）：承担机关和直属单位人事管理、队伍建设、劳动工资等工作；监督和指导注册安全工程师执业资格考试及注册管理工作；指导全国安全生产培训工作；组织指导和管理有关安全资格考核工作；监督检查工矿商贸生产经营单位安全培训工作；承担国家安全生产监察专员日常管理工作。国家安全生产监察专员负责组织协调或参加特别重大事故的调查处理工作。
- 机关党委
- 离退休干部局：负责机关离退休干部工作，指导直属单位的离退休干部工作。

总局直属事业单位
- 国家安全生产监督管理总局调度中心
- 国家安全生产监督管理总局国际交流合作中心
- 国家安全生产监督管理总局档案馆（煤炭工业档案馆）
- 国家安全生产监督管理总局机关服务中心（机关服务局）	
  - 西郊招待所
  - 东四招待所
  - 东单招待所
  - 盔甲厂招待所
- 国家安全生产监督管理总局矿山救援指挥中心
- 国家安全生产监督管理总局宣传教育中心（煤炭工业展览中心）
- 国家安全生产监督管理总局培训中心（煤炭工业人才交流培训中心）
- 国家安全生产监督管理总局研究中心（中国煤炭工业发展研究中心）
- 国家安全生产监督管理总局通信信息中心（煤炭工业通信信息中心）
- 中国安全生产科学研究院
- 国家安全生产监督管理总局化学品登记中心
- 中国安全生产报社（中国煤炭报社）
- 国家安全生产监督管理总局信息研究院（煤炭信息研究院）
- 煤炭总医院（国家安全生产监督管理总局矿山医疗救护中心）
- 华北科技学院（中国煤矿安全技术培训中心）
- 国家安全生产监督管理总局党校
- 中国煤矿文工团（中国安全生产艺术团）
- 国家安全生产监督管理总局职业安全卫生研究中心（煤炭工业职业医学研究中心）
- 中国煤矿工人北戴河疗养院（国家安全生产监督管理总局培训中心北戴河中心）
- 中国煤矿工人大连疗养院（国家安全生产监督管理总局培训中心大连中心）
- 中国煤矿工人昆明疗养院（国家安全生产监督管理总局培训中心昆明中心）
- 煤炭工业职业技能鉴定指导中心
- 煤炭综合利用多种经营技术咨询中心

总局主管的社团组织
- 中国安全生产协会
- 中国职业安全健康协会
- 中国煤矿尘肺病治疗基金会
- 中国煤炭工业劳动保护科学技术学会
- 中国索道协会
- 中国化学品安全协会
- 中国烟花爆竹协会[5]

## 历任领导
国家安全生产监督管理局（国家煤矿安全监察局）
| 局长 副局长 - 孙华山（2003年7月—2005年2月） | 党组书记 党组副书记 党组成员 - 孙华山（2003年7月—2005年2月） |

国家安全生产监督管理总局
| 局长 - 李毅中（2005年2月—2008年3月） - 王君（2008年3月—2008年11月） - 骆琳（2008年12月—2012年5月） - 杨栋梁（2012年5月—2015年8月） - 杨焕宁（2015年10月—2017年8月） - 王玉普（2017年9月—2018年3月） 副局长 - 付建华（2011年5月—2014年9月，2012年2月起兼煤矿安监局局长；2016年11月—2018年3月） - 孙华山（2005年2月—2018年3月，2014年11月起兼应急指挥中心主任） - 徐绍川（2013年5月—2018年3月） - 李兆前（2014年9月—2018年3月） - 黄玉治（2014年11月—2018年3月，兼煤矿安监局局长） 总工程师 - 王浩水（2013年12月—2018年3月） | 党组书记 党组副书记 - 付建华（2016年9月—2018年3月） 党组成员 - 付建华（2011年4月 - 孙华山（2005年2月—2018年3月） - 徐绍川（2013年5月—2018年3月） - 李兆前（2014年9月—2018年3月） - 黄玉治（2014年11月—2018年3月） - 艾俊涛（2017年9月—2018年3月，驻总局纪检组组长） - 王浩水（2014年11月—2018年3月） |

## 中央纪委驻国家安全生产监督管理总局纪检组
中央纪委驻国家安全生产监督管理总局纪检组受理网上举报的范围是：
1. 针对国家安全生产监督管理总局、国家煤矿安全监察局机关及直属单位党组织、党员和监察对象违反党纪政纪问题的检举、控告；
2. 依法应由中央纪委驻国家安全生产监督管理总局纪检组受理的党组织、党员和监察对象不服党纪政纪处分和其他处理的申诉；
3. 对国家安全生产监督管理总局、国家煤矿安全监察局机关及直属单位党风廉政建设和纪检监察工作的批评、建议[6]。

| 组长 - 艾俊涛（2017年9月—2018年3月） 副组长 | 正局级纪律检查员 副局级纪律检查员 |